# Diplotaxis varia
Diplotaxis varia là một loài thực vật có hoa trong họ Cải. Loài này được Rustan mô tả khoa học đầu tiên năm 1996.